# Österreichische Ski-Meisterschaften 1908
Die 2. Österreichische Ski-Meisterschaft wurde vom 9. bis 10. Februar 1908 im Pinzgauer Wintersportort Zell am See im Kronland Salzburg abgehalten. Zum Österreichischen Ski-Meister für das Jahr 1908 krönte sich mit einem zweiten Platz im Sprunglauf und einem Sieg im Langlauf Fritz Miller aus Innsbruck.

## Organisation
Die Meisterschaft kam im Rahmen des großen Zeller Wintersportfestes das vom 9. bis 11. Februar dauerte und international ausgeschriebene Wettbewerbe im Rodeln, Bobsleigh, Sprunglauf, Langlauf, Damen-Skilauf, Eiskunstlauf und Eisschnelllauf beinhaltete, zur Austragung. Für die Ausrichtung und Organisation zeigte sich die Wintersportvereinigung Zell am See gemeinsam mit dem Österreichischen Skiverband verantwortlich. Die Veranstaltung hatte unter großen Neuschneemengen zu leiden und konnte nur mit großer Mühe abgehalten werden. Das kurz darauf angesetzten Wintersportfeste in Kitzbühel und Salzburg musste aus demselben Grunde für dieses Jahr entfallen.
Für die Teilnehmer fand im Saal des Hotel Lebzelter eine durch das Zeller Streichorchester musikalisch untermalte Begrüßungsfeier statt. Im Namen der Marktgemeinde Zell am See begrüßte Bürgermeister Müller u. a. das Präsidium des Mitteleuropäischen Ski-Verbandes (MESV), die Mitglieder des Österreichischen Skiklubs, des Österreichischen Eislaufverbandes, der Akademischen Ski-Klubs aus München und Innsbruck und die Vertreter des Skiclubs Arlberg. Die erwarteten Mitglieder des Ski-Clubs Of Great Britain trafen verspätet erst im Laufe der Nacht ein. Im Rahmen der Veranstaltung wurden Sport- und Skioptikonbilder von vergangenen Wintersportfesten in Zell am See, Kitzbühel und vom Arlberg gezeigt.
Bekannte Teilnehmer waren der Wiener Alpinist und Maler Gustav Jahn, der die Meisterschaft auf dem zweiten Platz beenden konnte und der deutsche Skisportpionier und spätere Architekt Bruno Biehler aus München der überlegen den Sprunglauf für sich entscheiden konnte.

## Wettbewerbe

### Sprunglauf Senioren
Der auch zur Österreichischen Ski-Meisterschaft zählende Seniorensprunglauf wurde am Sonntag, den 9. Februar um 14:30 Uhr mit (je nach Quellenlage) 12 oder 13 Teilnehmern gestartet. Für die drei Erstplatzierten gab es Ehrenpreise die am Abend bei der Preisverleihung im Hotel Krone überreicht wurden. Für den ersten Platz hatte Erzherzog Eugen ein silbernes Likör-Service gespendet, das dem Münchener Bruno Biehler überreicht wurde.
Den weitesten Sprung des Tages erzielte außer Konkurrenz Hauptmann von Eccher mit 23 Metern. Für die Reihung war neben der Weite auch die Anzahl der gestandenen Sprünge ausschlaggebend. Rund 2/3 der Sprünge konnten gestanden ausgeführt werden. Die Weite des sechstplatzierten Otto Rasim wird unterschiedlich mit 15 und auch mit 16 m angegeben. Die Beteiligung der Zuschauer wurde durch die Journalisten als sehr lebhaft die Leistung der Sprungläufer als hervorragend eingestuft.
| Platz | Land | Sportler           | Verein             | Weite            | Note |
| ----- | ---- | ------------------ | ------------------ | ---------------- | ---- |
| 1     | GER  | Bruno Biehler      | A.S.C. München     | 25,0 m / 2 gest. | 1,20 |
| 2     | AUT  | Fritz Miller       | Ski-Klub Innsbruck | 16,5 m /2 gest.  | 1,48 |
| 3     | AUT  | Gustav Jahn        | Ö.W.S.C. Wien      | 18,2 m / 3 gest. | 1,50 |
| 4     | AUT  | Oswald von Eccher  | Ski-Klub Innsbruck | 18,9 m           |      |
| 5     | AUT  | Philibert Embacher | Ski-Klub Innsbruck | 17,1 m           |      |
| 6     | AUT  | Otto Rasim         | A.S.K. Innsbruck   | 15,0             |      |

### Langlauf
Der zur Meisterschaft zählende alpine Fernlauf wurde am 10. Februar ausgetragen. Von den sieben gemeldeten Teilnehmern an der Österreichischen Ski-Meisterschaft wurden vier nach dem Sprunglauf wegen ungenügender Leistung vom alpinen Fernlauf ausgeschlossen. Zur Teilnahme waren nur Fritz Miller, Gustav Jahn und Hans Handl (SC Arlberg), der aber wegen einer im Springen erlittenen leichten Verletzung nicht antreten konnte, berechtigt.
Die zwei verbliebenen Meisterschaftsteilnehmer starteten gemeinsam mit den Läufern des Bergführer-Wettlaufs und den Teilnehmern um den Preis der Marktgemeinde Zell am See. Gestartet wurde Mittag auf der Schmittenhöhe. Die Strecke führte über eine Distanz von sieben Kilometer und war durch eine 30 bis 50 cm hohe Neuschneedecke besonders schwierig zu bewältigen. Der schnellste Läufer kam nach 24 Minuten und 30 Sekunden ins Ziel.
| Platz | Land | Sportler     | Verein             | Note |
| ----- | ---- | ------------ | ------------------ | ---- |
| 1     | AUT  | Fritz Miller | Ski-Klub Innsbruck | 1,13 |
| 2     | AUT  | Gustav Jahn  | Ö.W.S.C. Wien      | ?    |

### Zusammengesetzter Lauf
In der Kombination aus dem Sprung- und Langlauf (heute Nordische Kombination genannt) setzte sich Fritz Miller vor Gustav Jahn durch. Der Innsbrucker krönte sich damit zum Österreichischen Ski-Meister pro 1908.
| Platz | Land | Sportler     | Verein             | Note |
| ----- | ---- | ------------ | ------------------ | ---- |
| 1     | AUT  | Fritz Miller | Ski-Klub Innsbruck | ?    |
| 2     | AUT  | Gustav Jahn  | Ö.W.S.C. Wien      | ?    |

## Quelle
- Schneeschuhlaufen. Ausschreibungen: Zell am See 1908. In: Sport-Zeitung, 2. Februar 1908, Jahrgang 1908, S. 99 (online bei ANNO).
- Wintersportfest in Zell am See. In: Salzburger Chronik, 10. Februar 1908, S. 4 (online bei ANNO).
- Wintersportfest in Zell am See, Tag II. In: Salzburger Chronik, 11. Februar 1908, S. 3 (online bei ANNO).
- Wintersportfest in Zell am See, Tag III. In: Salzburger Chronik, 12. Februar 1908, S. 4 (online bei ANNO).
- Rubrik Wintersport und Wetterberichte: Wintersportfest in Zell am See. In: Salzburger Volksblatt, 11. Februar 1908, S. 7 (online bei ANNO).
- Vom Wintersportfest in Zell am See. In: Salzburger Volksblatt, 12. Februar 1908, S. 4 (online bei ANNO).
- Rubrik Wintersport und Wetterberichte: Das Wintersportfest in Zell am See. In: Salzburger Volksblatt, 13. Februar 1908, S. 7 (online bei ANNO).
- Rubrik Schlitteln: In Zell am See. In: Allgemeine Sportzeitung, 13. Februar 1908, S. 148 (online bei ANNO).
- Schlitteln. In: Allgemeine Sport-Zeitung, Jahrgang 1908, S. 148 (online bei ANNO).